# Elaver texana
Elaver texana là một loài nhện trong họ Clubionidae.
Loài này thuộc chi Elaver. Elaver texana được Willis J. Gertsch miêu tả năm 1933.